# 魍魎戦記MADARA
『魍魎戦記MADARA』（もうりょうせんきマダラ）は、MADARA PROJECTによる漫画。ゲーム雑誌『マル勝ファミコン』(角川書店)1987年第24号 - 1990年第11号にて連載された。『魍魎戦記MADARAシリーズ』の第1作であり、続編と区別するために『摩陀羅壱』とも呼ばれる。小説・コンピュータRPG・OVA・ラジオドラマ等へ幅広く展開した、メディアミックスの先駆け的作品である。MADARA PROJECTとはシリーズの制作者集団を指し、連載当時は原作の大塚英志、作画の田島昭宇、世界設定担当の阿賀伸宏（当時は工画堂スタジオ所属）の3人であった。
本項では、シリーズ第1作の『魍魎戦記MADARA』についてのみ記す。

## ストーリー概要
光と闇の宿業を背負って生まれる2人の少年、摩陀羅（マダラ）と影王（カゲオウ）を軸に展開する転生譚である。
他にも、摩陀羅を庇護する「妣」の化身である麒麟（キリン）、摩陀羅の眷属である青と赤の戦士、カオスと聖神邪（カオスとユダヤ）などが転生を繰り返す。

## キャラクター
本作はOVA、ラジオドラマ、カセットブックなどに作品が展開している。そうした派生作品でそれぞれを演じた声優も、併せて以下に記載している。

### メインキャラクター
摩陀羅（マダラ）声 - 山口勝平
光の皇子。はじまりの大陸が舞台となる本作の主人公。父である魔王ミロク帝の手で8つのチャクラを魔物である魍鬼八大将軍に捧げられたため、肉体を補うために超古代文明のテクノロジーによる隠し武器が仕込まれた義体、ギミックを装着している。八大将軍を倒しチャクラを取り戻すたびに強大な霊力を発揮するようになるが、八番目の「天」のチャクラなしでは莫大な霊力を制御できない。最後にはミロクを取り込んだ影王をも倒す。
全てのチャクラを取り戻した摩陀羅はアガルタの門の前に立つが、「アガルタの力で地上に君臨せよ」というアガルタの声を拒み、クサナギの剣でアガルタの門を破壊する。摩陀羅が神（真王）になるのを望まなかったためにミロクが復活し、時空を越え逃げたミロクを追い来世へと旅立った。
影王（カゲオウ）声 - 中原茂
摩陀羅の対となる魂をもつ双子の兄で闇の皇子。生まれた時に摩陀羅に全てのチャクラを奪われたためにヒルコとして生まれる。そのため、体を補うために魍鬼八大将軍の蛇蝎神ヒョウブと合体していた。あらゆるものを食らうヒョウブを自在に肉体から出現させるが、同時に獰猛なヒョウブを制御するのに苦心するところも見られた。額にはヒョウブが摩陀羅から奪った天（太陽）のチャクラの紋章が浮かび上がっている。最後には、父ミロク帝をヒョウブの力で吸収し、摩陀羅に挑むが、敗れる。
麒麟（キリン）声 - 本多知恵子、飯塚雅弓、冬馬由美
摩陀羅を守護する「妣」の力を宿す少女。マダラの異父姉妹だと思われていたが、実体はグレートマザーの力すら受け継いだマダラから切り離された「妣の力」の化身。「大金剛輪編」では霊力攻撃が使えるようになった。
白沢（ハクタク）声 - 肝付兼太
防御・治癒術に長けた老爺の顔と攻撃術に長けた老婆の顔を持ち、摩陀羅達を補佐する謎の老人。正体はグレートマザーに仕える精霊。
夏凰翔（カオス）声 - 松本保典
真王摩陀羅の眷属である青の戦士。ミロク帝に滅ぼされたホウライの廃皇子。左半身はバイオギミックであり（生身の左半身はミロク帝に握られていたが、後に摩陀羅達が奪還）、掌妙剄の達人。摩陀羅が旅立ったあと、千年王国の王となるが、その後、ロキに王位を譲り、妻のジャミラと共に摩陀羅を探す旅に出る。
聖神邪（セイシンジャ）声 - 矢尾一樹
真王摩陀羅の眷属である赤の戦士。赤髪で眉毛の無い青年。無頼な性格でお調子者、女好きを公言するわりにまったくモテない。ミロク帝に滅ぼされたイズモ族の生き残りでカオスとは従兄弟同士。掌妙剄と霊妙剣の達人。炎の回廊で眠っていたマダラを発見し、一緒に回収した神剣クサナギを使って魍鬼狩りを繰り返して八代将軍・貂魎伐跨を倒す。漲緋統凱聨との戦いで右腕を失うが、回収していたマダラのギミックを移植する。
邪魅羅（ジャミラ）声 - 冬馬由美
カオスと聖神邪の幼馴染み。カオスの妻となる。
沙門（シャモン）声 - 飛田展男、佐藤政道
元イカルガの戦士。幼い頃から摩陀羅と麒麟を兄として見守ってきており彼らの良き理解者。その身体はマダラ用のバトルギミックのプロトタイプで、シャモン自身の手で地道に改良を繰り返している。
緋巫佳（ヒミカ）声 - 横山智佐
聖神邪の妹。ロキの妻になる。
龍鬼（ロキ）声 - 伊倉一寿
純情な少年。徐福が開発したギミックスーツを着用してミロク軍と戦う。後に千年王国の王となり、ヒミカと結婚する。
弥勒（ミロク）声 - 若本規夫
摩陀羅と影王の父。金剛国の魔王。
開耶（サクヤ）声 - 島本須美
摩陀羅と影王の母。全ての母なる存在、ミロクに滅ぼされたウガヤ王朝の元王妃で、王女である娘・アマツ姫がいたが失くしている。再生を司るグレートマザー。
邪兎（ジャト）声 - 龍田直樹
金剛国のミロク帝の手下の魍鬼の一人。兎のような外見をしている。オカマ口調の持ち主。
タタラ、諏駒禰（スクネ）、徐福（じょふく）声 - 松岡文雄、徳丸完 、池田勝
かつて栄華を極めつつも滅亡した文明の生き残りであるヒジュラ人の長老。それぞれがマダラ、聖神邪、カオスを真王となる器として見出し育てていた。
摩利迦（マリカ）声 -
古代アガルタの祭司イニシエイトの末裔となる強力な霊力者。アガルタの秘密を知っているため、ミロク帝に目を付けられている。

### 魍鬼八大将軍
魍鬼たちの長。金剛国の将軍。ミロク帝が九鬼曼荼羅を用いて魔界より召喚した。それぞれが摩陀羅の体から奪われたチャクラを一つずつ所有している。
魍鬼八大将軍は、初代ウガヤ王に封印された八つ首の竜のそれぞれの頭の化身であるため、契約によってミロク帝に形式上は従ってはいるが、潜在的にはマダラによって倒され、チャクラとともに霊性をマダラに吸収されて、影王がマダラに勝利する形で九龍曼荼羅を完成させて影王の下で八つ首の竜に戻ることを望んでいる。魍鬼八大将軍がどこか死に急いでいるようにミロク帝が感じたのはこの為。
禍耳幽羅（カジューラ）
異常に発達した聴覚で周囲を把握できる。実体は無数の群れをなす蝙蝠に似た魍鬼。必殺技は敵の霊力を封じ、ギミックも使えなくさせる濁骸瘴波（ダクガイショウハ）。耳のチャクラを持つ。
闇界睨魔（オンカイギョーマ）
巨大な眼球に触手が生えた形態をしている。風姫の村を支配していた。必殺技は全身を覆い隠す「邪雲」と攻撃用の「球電」。魔界での姿は片目を包帯で隠しローブを羽織った老人。目のチャクラを持つ。
淒斬刃双臀 拿髏（セイザンパソウビ ナロ）声 - 田中和実
淒斬刃双臀 拿穢（セイザンパソウビ ナエ）声 - 小林通孝
拿髏と拿穢は合体して淒斬刃双臀となる。拿髏は左腕の、拿穢は右腕のチャクラを持つ。拿髏（ナロ）、拿穢（ナエ）の名称は、「右」「左」の文字がもとになっており、それぞれを崩して「右→ナロ」「左→ナエ」となる。魔界での姿は人界と同じ二人一組で合体した姿。
貂魎伐跨（チョウリョウバッコ）
あっさり聖神邪に倒されていた。足（下半身）のチャクラを持つ。魔界での姿は全身を鎧で覆った姿。四コマ漫画では彼が倒されたことでマダラはリョサンの村での生活中に下半身を取り戻した。
漲緋統凱聨（チョウヒトウガイレン）
リョサンの村を襲いスクネを殺した張本人。霊気で作った分身である人間形態はモヒカンの巨漢。本体は血液の塊。刺さった相手のチャクラを吸収する体中から突き出した杭を発射して攻撃をする。胴体（心臓）のチャクラを持つ。
妖焔候戊倭主（ヨウエンコウボイス）声 - 辻谷耕史
影王につき従う魍鬼。ヨミの城で待ち受けていた。人間形態は気品ある美しい青年。普段は落ち着いた態度だが顔を傷つけられると狂暴になる。喉（声）のチャクラを持つ。
蛇括神憑分（ダカツシンヒョウブ）
八大将軍の頂点。チャクラをひとつも持たずに弱いヒルコとして生まれた影王と融合し、半身としてその肉体を構成していた。不定形の蛇のような形態でブラックギミックとも称される。通常の人間は持っていない8番目の天（太陽）のチャクラを持つ。

## 補足
摩陀羅の生い立ちや設定は、手塚治虫の漫画『どろろ』に登場する百鬼丸がモチーフになっている。具体的には、権力者の父親によって身体の複数の部位を魔物に捧げられた後に川に流され、流れ着いた先で世捨て人に拾われるが、成長した後に出生の秘密を知り、身体を取り戻す旅に出立するという過去の経緯や、物語開始時には奪われた身体を補うために武器を仕込んだ義体を装着しているものの、元の身体を取り戻していくことで生身に近づいていくというギミックの設定は、『どろろ』の設定を換骨奪胎したものである。
物語全体の骨子はフロイト派精神分析学者のオットー・ランクが分析した英雄神話の類型と、ロシア民俗学者のウラジーミル・プロップが分析した魔法民話の類型を合わせたものを下敷きにしたとされる。例えば影王はプロップが定義した「偽主人公」の役回りを演じるものとして用意された登場人物である。また、日本民俗学者の折口信夫の物語論『貴種流離譚』も下敷きにしたと大塚英志は述べている。
半身がバイオギミックであるという夏凰翔の設定は、手塚治虫の漫画『鉄腕アトム』のエピソードである「ウランちゃんの巻」における、雪杉博士に改造されたウランがモチーフとなっている。
登場人物が転生するという設定は三島由紀夫の小説『豊饒の海』のキャラクター設定がモチーフとなっている。
ファミコン版には那由他（ナユタ）というオリジナルキャラクターが登場する。

## 単行本
『マル勝ファミコン』(角川書店)1987年第24号 - 1990年第11号にて連載された。
『魍魎戦記MADARA』1 - 4巻（全4巻） （ドラゴンコミックス・角川書店）
1. 魍魎戦記摩陀羅1 胎蔵編 1989年8月30日発売
2. 魍魎戦記摩陀羅2 両界編 1989年8月30日発売
3. 魍魎戦記摩陀羅3 変成編 1990年3月10日発売
4. 魍魎戦記摩陀羅4 輪廻編 1990年7月10日発売

『魍魎戦記摩陀羅全集 Vol.1 - 4 MADARA壱 改訂版』（全4巻）（電撃コミックスEX・メディアワークス）
1. MADARA壱（1） 胎蔵編 1993年8月25日発売
2. MADARA壱（2） 両界編 1993年8月25日発売
3. MADARA壱（3） 変成編 1994年6月27日発売
4. MADARA壱（4） 輪廻編 1994年06月27日発売

『田島昭宇MADARA完全コレクション1 - 5 MADARA』（全5巻）（KadokawaComicsA・角川書店）
1. 1996年8月28日発売
2. 1996年8月28日発売
3. 1996年9月27日発売
4. 1996年9月27日発売
5. 1996年10月29日発売

『MADARA ARCHIVES 魍魎戦記MADARA』（全2巻）(KADOKAWA)
1. 2017年12月29日発売
2. 2018年02月2日発売